# Graphium macleayanum
Graphium macleayanum är en fjärilsart som först beskrevs av Leach 1814.  Graphium macleayanum ingår i släktet Graphium och familjen riddarfjärilar. Inga underarter finns listade i Catalogue of Life.

## Bildgalleri

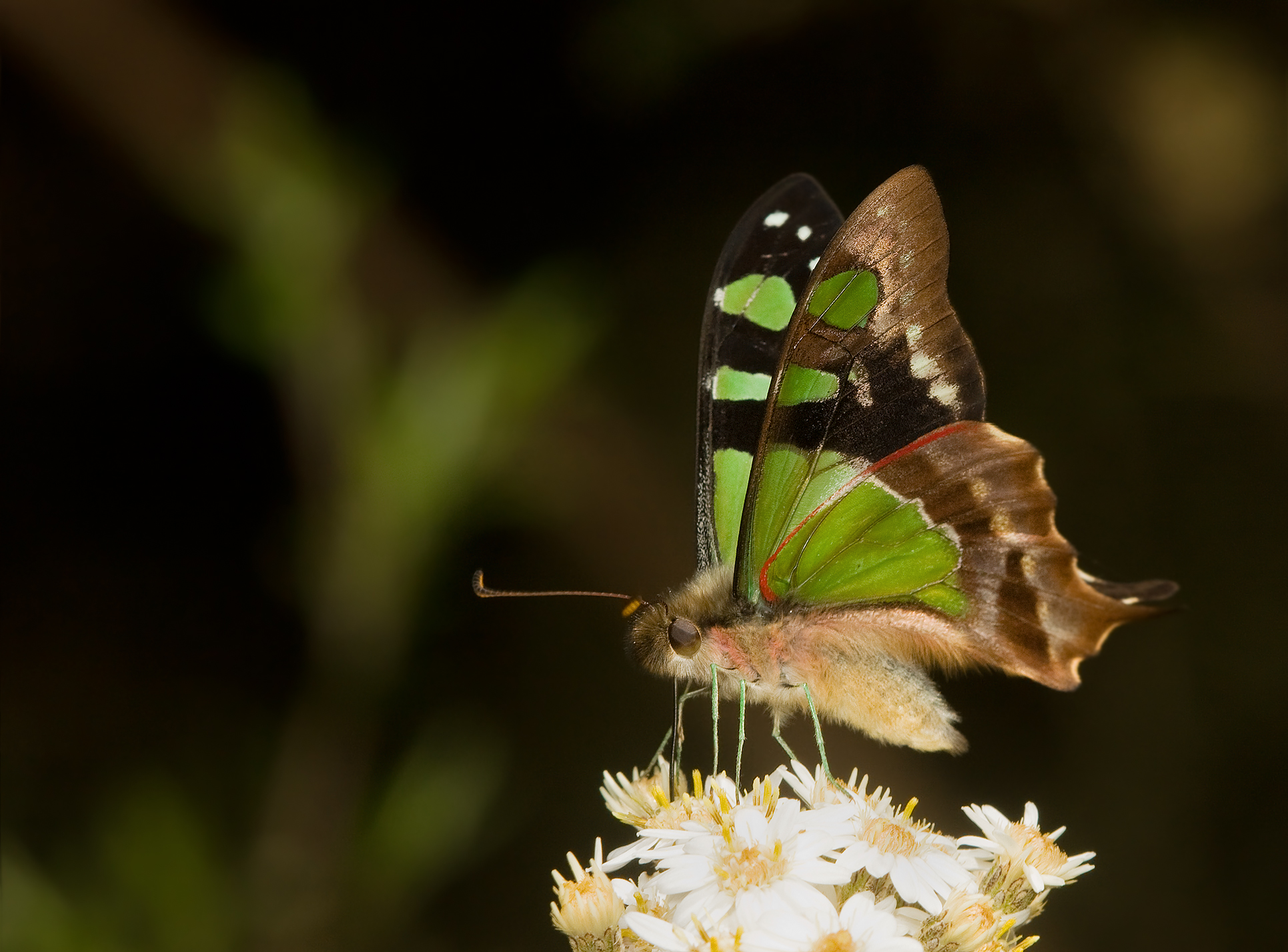